# Leistungsklasse A 1997/98
Die Saison 1997/98 der Leistungsklasse A war die neunte Austragung der höchsten Spielklasse im Schweizer Fraueneishockey und zugleich die zwölfte Schweizer Meisterschaft. Den Titel gewann zum ersten Mal in der Vereinsgeschichte die Frauenmannschaft des EV Zug, während der DEHC Biel in die Leistungsklasse B abstieg.

## Tabelle
Abkürzungen:S = Siege, U= Unentschieden, N = Niederlagen
| Rang | Verein            | Spiele | S  | U | N  | Tore    | Punkte |
| ---- | ----------------- | ------ | -- | - | -- | ------- | ------ |
| 01.  | EV Zug            | 20     | 16 | 3 | 1  | 117:064 | 35     |
| 02.  | SC Reinach        | 20     | 16 | 1 | 3  | 102:047 | 33     |
| 03.  | DHC Lyss          | 19     | 11 | 0 | 8  | 084:067 | 22     |
| 04.  | DSC St. Gallen    | 19     | 6  | 1 | 12 | 048:076 | 13     |
| 05.  | Weinfelden/GC/ZSC | 20     | 6  | 1 | 13 | 078:101 | 13     |
| 06.  | DEHC Biel         | 20     | 0  | 2 | 18 | 031:105 | 2      |